# Украјинска ослободилачка армија
Украјинска ослободилачка армија је основана 1943. и била је у склопу Трећех рајха. Војници су били углавном Украјинци и антикомунисти из Украјине, као и заробљени украјински црвеноармејци.
Армија је распуштена 15. априла 1945. када је основана нова Украјинска народна армија.